# Grand Prix de Tennis de Lyon 2003 - Qualificazioni singolare
Le qualificazioni del singolare  del Grand Prix de Tennis de Lyon 2003 sono state un torneo di tennis preliminare per accedere alla fase finale della manifestazione. I vincitori dell'ultimo turno sono entrati di diritto nel tabellone principale. In caso di ritiro di uno o più giocatori aventi diritto a questi sono subentrati i lucky loser, ossia i giocatori che hanno perso nell'ultimo turno ma che avevano una classifica più alta rispetto agli altri partecipanti che avevano comunque perso nel turno finale.
Le qualificazioni del torneo Grand Prix de Tennis de Lyon 2003 prevedevano 32 partecipanti di cui 4 sono entrati nel tabellone principale.

## Teste di serie
1. Alberto Martín (secondo turno)
2. Xavier Malisse (Qualificato)
3. Hicham Arazi (Qualificato)
4. Christophe Rochus (secondo turno)

1. Jean-René Lisnard (primo turno)
2. Marc Rosset (Qualificato)
3. Paul Baccanello (secondo turno)
4. Julien Varlet (primo turno)

## Qualificati
1. Thomas Enqvist
2. Xavier Malisse

1. Hicham Arazi
2. Marc Rosset

## Tabellone

### Legenda
| - Q = Qualificato - WC = Wild card - LL = Lucky loser | - ALT = Alternate - SE = Special Exempt - PR = Protected Ranking | - w/o = Walkover - r = Ritirato - d = Squalificato |

### Sezione 1
|  | Primo turno     | Primo turno       | Primo turno       | Primo turno | Primo turno |  |  | Secondo turno  | Secondo turno  | Secondo turno  | Secondo turno  | Secondo turno  |   |   | Ultimo turno  | Ultimo turno  | Ultimo turno  | Ultimo turno | Ultimo turno |  |
|  |                 |                   |                   |             |             |  |  |                |                |                |                |                |   |   |               |               |               |              |              |  |
|  | 1               | Alberto Martín    | Alberto Martín    | 6           | 6           |  |  |                |                |                |                |                |   |   |               |               |               |              |              |  |
|  |                 | Uros Vico         | Uros Vico         | 4           | 3           |  |  | 1              | Alberto Martín | 3              | 6              | 2              |   |   |               |               |               |              |              |  |
|  | Stan Wawrinka   | Stan Wawrinka     | 6                 | 3           | 6           |  |  |                | Stan Wawrinka  | 6              | 3              | 6              |   |   |               |               |               |              |              |  |
|  | Andreas Seppi   | Andreas Seppi     | 3                 | 6           | 4           |  |  |                |                |                |                |                |   |   | Stan Wawrinka | Stan Wawrinka | Stan Wawrinka | 2            | 2            |  |
|  | Thomas Enqvist  | Thomas Enqvist    | 4                 | 6           | 6           |  |  |                |                | Thomas Enqvist | Thomas Enqvist | Thomas Enqvist | 6 | 6 |               |               |               |              |              |  |
|  | Markus Hantschk | Markus Hantschk   | 6                 | 3           | 4           |  |  | Thomas Enqvist | Thomas Enqvist | Thomas Enqvist | 6              | 6              |   |   |               |               |               |              |              |  |
|  |                 | Éric Prodon       | Éric Prodon       | 6           | 6           |  |  | Éric Prodon    | Éric Prodon    | Éric Prodon    | 1              | 2              |   |   |               |               |               |              |              |  |
|  | 5               | Jean-René Lisnard | Jean-René Lisnard | 4           | 4           |  |  |                |                |                |                |                |   |   |               |               |               |              |              |  |

### Sezione 2
|  | Primo turno       | Primo turno          | Primo turno          | Primo turno | Primo turno |  |  | Secondo turno     | Secondo turno     | Secondo turno     | Secondo turno     | Secondo turno |   |   | Ultimo turno | Ultimo turno   | Ultimo turno | Ultimo turno | Ultimo turno |  |
|  |                   |                      |                      |             |             |  |  |                   |                   |                   |                   |               |   |   |              |                |              |              |              |  |
|  | 2                 | Xavier Malisse       | Xavier Malisse       | 6           | 6           |  |  |                   |                   |                   |                   |               |   |   |              |                |              |              |              |  |
|  |                   | Jean-Claude Scherrer | Jean-Claude Scherrer | 4           | 4           |  |  | 2                 | Xavier Malisse    | Xavier Malisse    | 7                 | 6             |   |   |              |                |              |              |              |  |
|  | Guillermo Cañas   | Guillermo Cañas      | 6                    | 4           | 7           |  |  |                   | Guillermo Cañas   | Guillermo Cañas   | 5                 | 4             |   |   |              |                |              |              |              |  |
|  | Julien Jeanpierre | Julien Jeanpierre    | 0                    | 6           | 63          |  |  |                   |                   |                   |                   |               |   |   | 2            | Xavier Malisse | 6            | 65           | 7            |  |
|  | Marco Chiudinelli | Marco Chiudinelli    | Marco Chiudinelli    | 7           | 6           |  |  |                   |                   |                   | Marco Chiudinelli | 4             | 7 | 5 |              |                |              |              |              |  |
|  | Cedric Lenoir     | Cedric Lenoir        | Cedric Lenoir        | 65          | 4           |  |  | Marco Chiudinelli | Marco Chiudinelli | Marco Chiudinelli | 7                 | 6             |   |   |              |                |              |              |              |  |
|  |                   | Florent Serra        | Florent Serra        | 6           | 6           |  |  | Florent Serra     | Florent Serra     | Florent Serra     | 6(1)              | 4             |   |   |              |                |              |              |              |  |
|  | 8                 | Julien Varlet        | Julien Varlet        | 4           | 2           |  |  |                   |                   |                   |                   |               |   |   |              |                |              |              |              |  |

### Sezione 3
|  | Primo turno    | Primo turno     | Primo turno    | Primo turno | Primo turno |  |  | Secondo turno | Secondo turno   | Secondo turno   | Secondo turno | Secondo turno |   |   | Ultimo turno | Ultimo turno | Ultimo turno | Ultimo turno | Ultimo turno |  |
|  |                |                 |                |             |             |  |  |               |                 |                 |               |               |   |   |              |              |              |              |              |  |
|  | 3              | Hicham Arazi    | Hicham Arazi   | 6           | 6           |  |  |               |                 |                 |               |               |   |   |              |              |              |              |              |  |
|  |                | Björn Phau      | Björn Phau     | 4           | 2           |  |  | 3             | Hicham Arazi    | Hicham Arazi    | 6             | 6             |   |   |              |              |              |              |              |  |
|  | Lionel Roux    | Lionel Roux     | 5              | 7           | 6           |  |  |               | Lionel Roux     | Lionel Roux     | 4             | 3             |   |   |              |              |              |              |              |  |
|  | Andy Ram       | Andy Ram        | 7              | 63          | 4           |  |  |               |                 |                 |               |               |   |   | 3            | Hicham Arazi | 64           | 6            | 6            |  |
|  | Arvind Parmar  | Arvind Parmar   | Arvind Parmar  | 6           | 6           |  |  |               |                 |                 | Arvind Parmar | 7             | 4 | 2 |              |              |              |              |              |  |
|  | Boris Pašanski | Boris Pašanski  | Boris Pašanski | 1           | 0           |  |  |               | Arvind Parmar   | Arvind Parmar   | 7             | 6             |   |   |              |              |              |              |              |  |
|  | 7              | Paul Baccanello | 7              | 611         | 7           |  |  | 7             | Paul Baccanello | Paul Baccanello | 6             | 3             |   |   |              |              |              |              |              |  |
|  |                | Ivo Heuberger   | 69             | 7           | 5           |  |  |               |                 |                 |               |               |   |   |              |              |              |              |              |  |

### Sezione 4
|  | Primo turno      | Primo turno            | Primo turno            | Primo turno | Primo turno |  |  | Secondo turno | Secondo turno     | Secondo turno     | Secondo turno | Secondo turno |   |   | Ultimo turno | Ultimo turno | Ultimo turno | Ultimo turno | Ultimo turno |  |
|  |                  |                        |                        |             |             |  |  |               |                   |                   |               |               |   |   |              |              |              |              |              |  |
|  | 4                | Christophe Rochus      | Christophe Rochus      | 6           | 6           |  |  |               |                   |                   |               |               |   |   |              |              |              |              |              |  |
|  |                  | Răzvan Sabău           | Răzvan Sabău           | 3           | 4           |  |  | 4             | Christophe Rochus | Christophe Rochus | 1             | 68            |   |   |              |              |              |              |              |  |
|  | George Bastl     | George Bastl           | 6                      | 3           | 6           |  |  |               | George Bastl      | George Bastl      | 6             | 7             |   |   |              |              |              |              |              |  |
|  | Jérôme Haehnel   | Jérôme Haehnel         | 3                      | 6           | 3           |  |  |               |                   |                   |               |               |   |   |              | George Bastl | George Bastl | 3            | 3            |  |
|  | Olivier Patience | Olivier Patience       | 6                      | 68          | 7           |  |  |               |                   | 6                 | Marc Rosset   | Marc Rosset   | 6 | 6 |              |              |              |              |              |  |
|  | Rodolphe Gilbert | Rodolphe Gilbert       | 4                      | 7           | 65          |  |  |               | Olivier Patience  | Olivier Patience  | 4             | 5             |   |   |              |              |              |              |              |  |
|  | 6                | Marc Rosset            | Marc Rosset            | 7           | 7           |  |  | 6             | Marc Rosset       | Marc Rosset       | 6             | 7             |   |   |              |              |              |              |              |  |
|  |                  | Jean-François Bachelot | Jean-François Bachelot | 5           | 64          |  |  |               |                   |                   |               |               |   |   |              |              |              |              |              |  |